# Phnompen
Phnompen (IPA: [pʰnum ˈpɨɲ], angolos átírás szerint Phnom Penh) Kambodzsa fővárosa és legnagyobb városa, illetve Phnompen városi körzet székhelye, az ország gazdasági, kulturális és közigazgatási központja.

## Földrajz
Phnompen Kambodzsa délkeleti részén, a Tonleszap, a Mekong és a Baszak folyók találkozásánál fekszik.

### Éghajlat
Éghajlata trópusi monszun, három fő évszakot különböztethetünk meg:
- a hűvös(ebb) évszak novembertől januárig
- a forró évszak februártól májusig
- az esős évszak júniustól októberig

| Hónap                                                                       | Jan. | Feb. | Már. | Ápr. | Máj. | Jún. | Júl. | Aug. | Szep. | Okt. | Nov. | Dec. | Év   |
| --------------------------------------------------------------------------- | ---- | ---- | ---- | ---- | ---- | ---- | ---- | ---- | ----- | ---- | ---- | ---- | ---- |
| Átlagos max. hőmérséklet (°C)                                               | 31,5 | 32,8 | 34,9 | 34,9 | 34,3 | 33,5 | 32,5 | 32,5 | 32,3  | 31,1 | 29,9 | 30,1 | 32,5 |
| Átlaghőmérséklet (°C)                                                       | 26,7 | 27,9 | 29,5 | 30,0 | 29,8 | 29,3 | 28,6 | 28,6 | 28,3  | 27,5 | 26,3 | 25,9 | 28,2 |
| Átlagos min. hőmérséklet (°C)                                               | 21,9 | 23,0 | 24,1 | 25,0 | 25,3 | 25,0 | 24,7 | 24,6 | 24,3  | 23,8 | 22,7 | 21,7 | 23,8 |
| Átl. csapadékmennyiség (mm)                                                 | 25   | 11   | 58   | 101  | 111  | 177  | 195  | 172  | 248   | 318  | 135  | 80   | 1631 |
| Havi napsütéses órák száma                                                  | 260  | 226  | 267  | 240  | 202  | 192  | 143  | 174  | 129   | 202  | 213  | 242  | 2490 |
| Forrás: Hong Kong Observatory, Weatherbase, Danish Meteorological Institute |      |      |      |      |      |      |      |      |       |      |      |      |      |

## Népesség
Népességének változása (elővárosok nélkül):
| Lakosok száma | 334 000 | 398 000 | 189 000 | 351 000 | 634 000 | 1 284 000 | 1 677 000 | 1 523 000 | 1 893 000 | 2 129 371 |
|               | 1950    | 1960    | 1980    | 1985    | 1990    | 2000      | 2005      | 2010      | 2017      | 2019      |

## Történelem

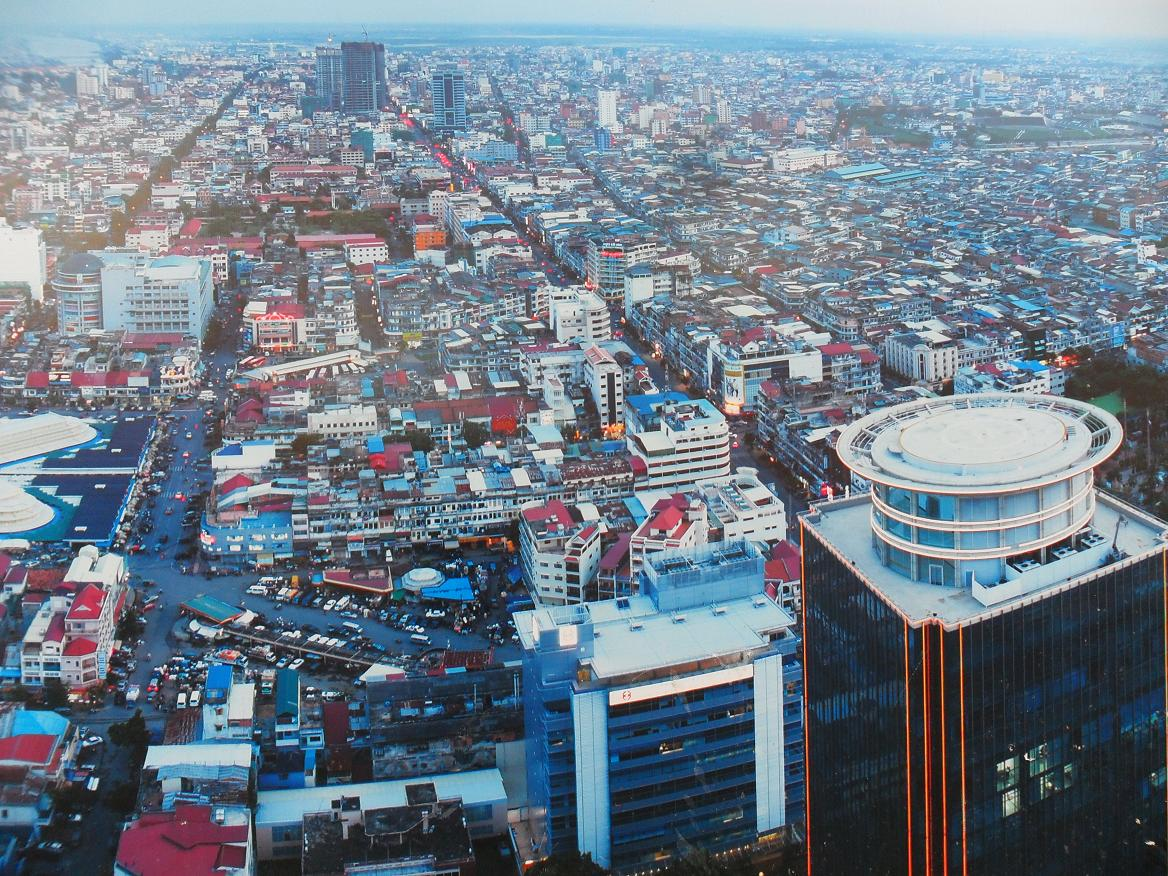
A város belső része

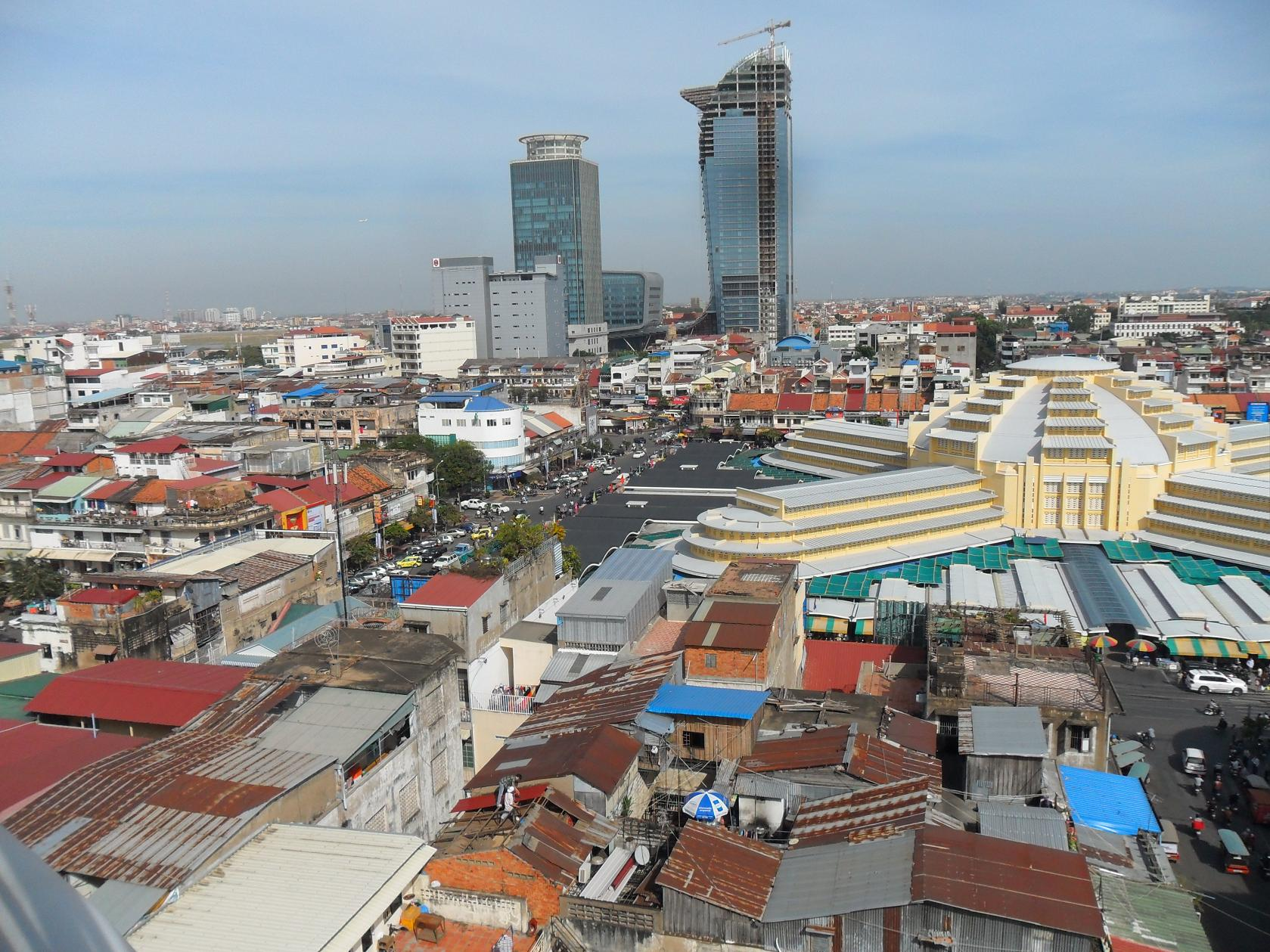
A belváros egy része 2012-ben

### A város nevének eredete
Nevét a Wat Phnom Daun Penhről kapta (más néven Wat Phnom vagy „templomhegy”). A templomot 1373-ban építették egy 27 méter magas mesterséges dombra, és Buddha öt szobrát helyezték el benne. A templom a nevét egy öreg özvegy nőről kapta (Daun Penh).
A városnak van egy másik, kevésbé ismert neve: Krong Chaktomuk, azaz „a négy arc városa”. A név onnan származik, hogy a Mekong, a Baszak és a Tonleszap folyók egy x-et formálnak ott, ahol a város fekszik. A név a Ponhea Yat király által adott név rövidítése. Az eredetije így hangzott: „Krong Chaktomuk Mongkol Sakal Kampuchea Thipadei Sereythor Inthabot Borei Roth Reach Seima Maha Nokor”.

### A város történelme
Phnompent 1372-ben alapították, és 1434-ben lépett elő először Kambodzsa fővárosává. A későbbiekben az ország székhelye gyakran változott, és csak 1866-ban lett Phnompen véglegesen Kambodzsa fővárosa. Ezután a város nagyon gyorsan elkezdett fejlődni, főleg a francia függés időszaka alatt. Új épületeket, utakat, kikötőt építettek, az 1920-as években elkészült a Pocsetong repülőtér, illetve vasútvonalak is épültek. Ebben az időszakban Ázsia gyöngyének nevezték. A függetlenség elnyerése (1953) után tovább folytatódott a fejlődés. Ekkor Phnompen lakóinak száma 2 millió körül volt.
Ezt a békés időszakot törte derékba az 1970-es évek zűrzavara. Miután államcsínnyel Lon Nol tábornok átvette a hatalmat, polgárháború tört ki, melyből a Pol Pot vezette Vörös Khmerek kerültek ki győztesen, akik 1975. április 17-én vonultak be a városba. A harcokban a település súlyos károkat szenvedett. Az ezt követő négyévnyi diktatúrában a békés város lakosságának nagy részét kiirtották vagy elűzték.
1979-ben vietnámi segítséggel megbuktatták Pol Pot rezsimét, és ezután kezdett visszatérni a lakosság a sokat szenvedett városba. Kölcsönök segítségével helyreállították az ivóvízellátást és az utakat. Azóta ismét fejlődő periódusba állt a város, és a lakossága is egyre növekszik. 2006-os adatok szerint körülbelül 2 millió ember lakik Phnompenben.

## Közigazgatás
Phnompen nemcsak Kambodzsa fővárosa, hanem az azonos nevű városi körzet székhelye. Ennek ellenére státusza egyenlő a tartományokéval. 7 kerületre, 76 szangkatra és 637 kromra osztották fel.
A kerületek:
- Chamkarmon
- Daun Penh
- Prampir Makara
- Toul Kork
- Dangkor
- Meanchey
- Russey Keo

## Látnivalók

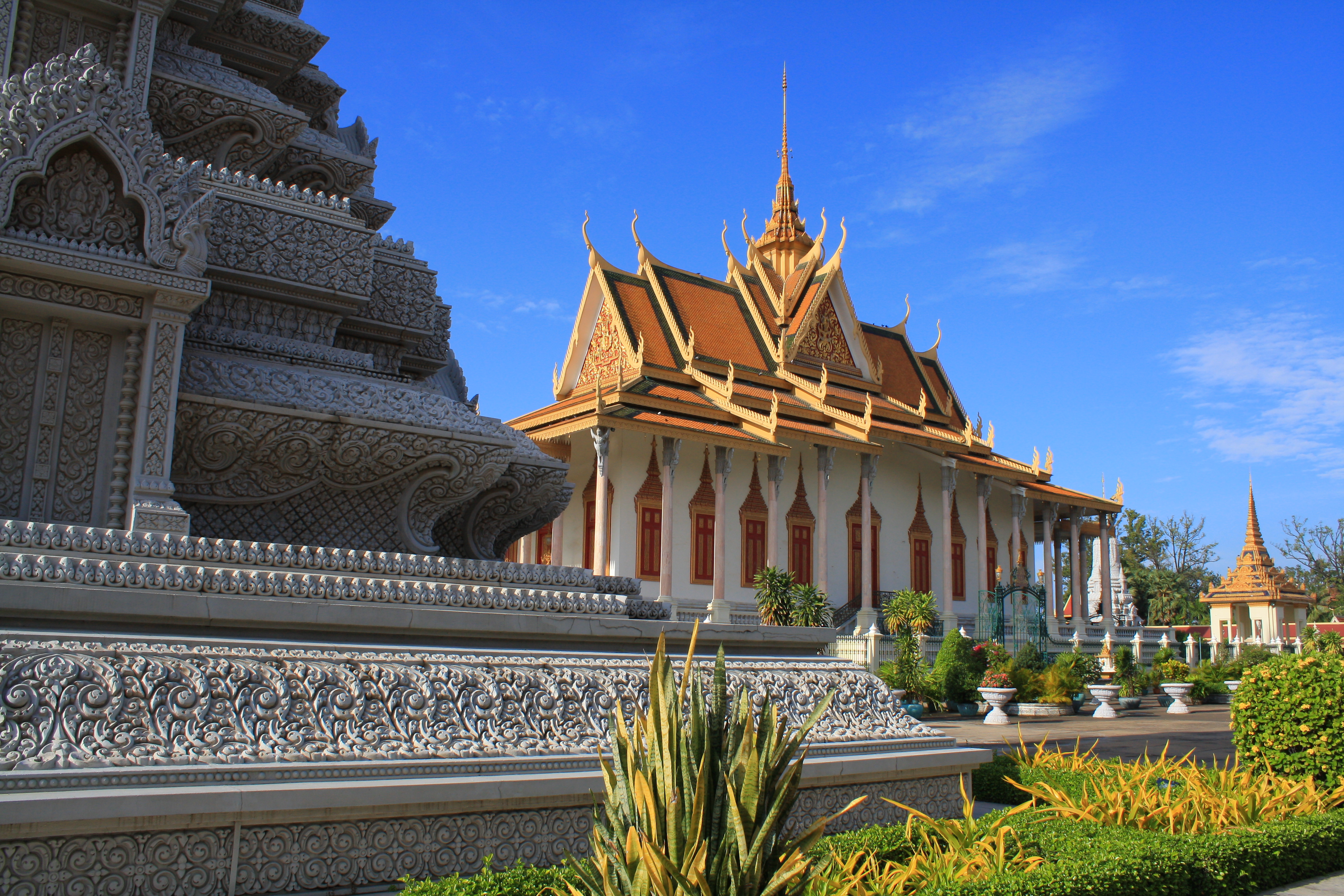
Az Ezüst Pagoda

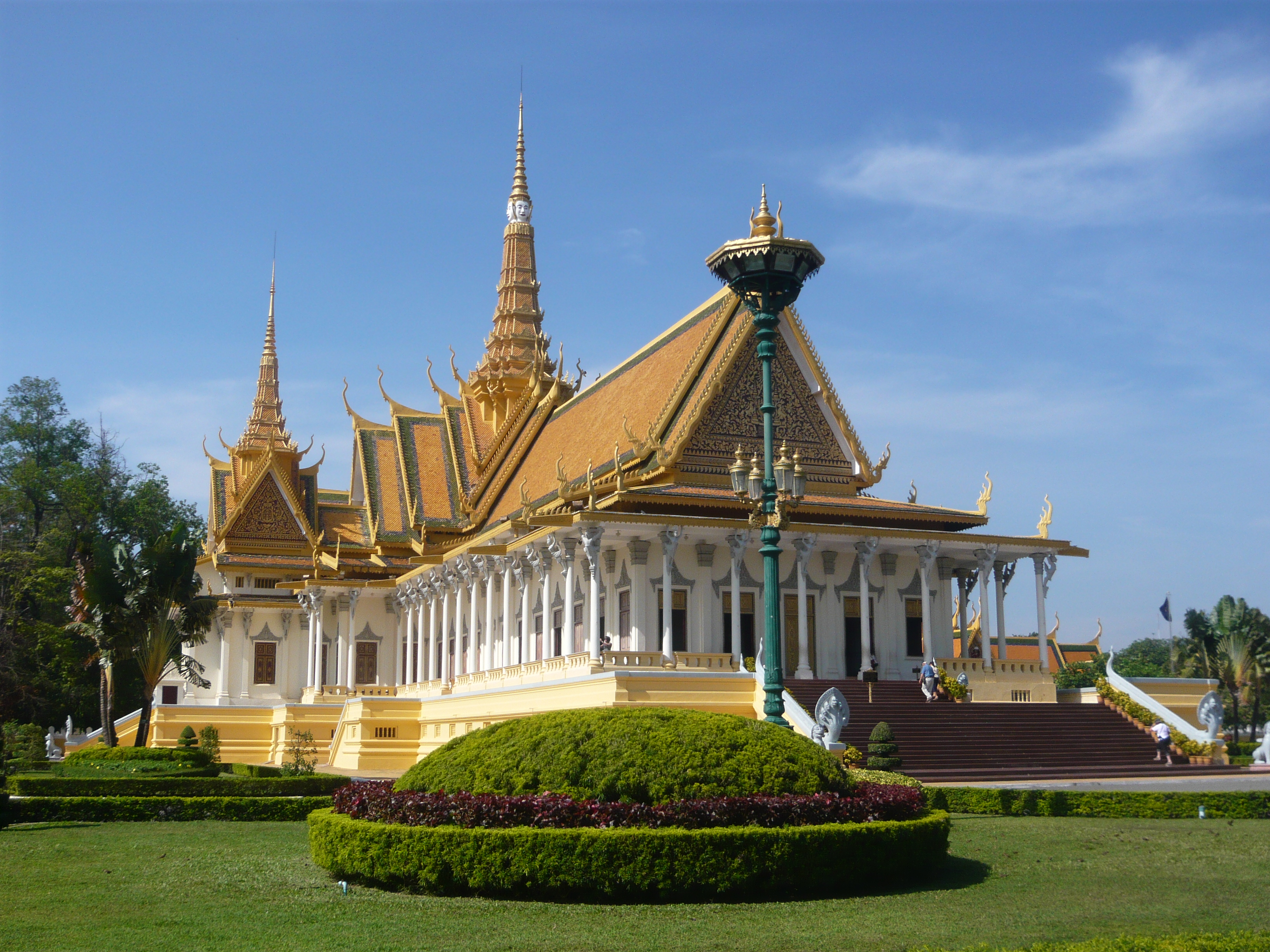
A királyi palota

Az egykor Ázsia gyöngyének nevezett nagyváros ma népszerű úticél a turisták számára. A háború utáni gazdasági fejlődés következtében új hotelek, szálláshelyek, éttermek épültek a városban. A látogatók főleg a volt francia gyarmati stílusú épületek, és a khmer építészet látnivalói miatt keresik fel.
A legfőbb látnivalók: a királyi palota, az Ezüst Pagoda, a Nemzeti Múzeum, a Wat Phnom, a Függetlenségi Emlékmű (Vimean Akareach), a Kambodzsai–vietnámi barátság emlékműve, a Tuol Sleng Emlékmúzeum, Choeung Ek Emlékmúzeum.

## Közlekedés

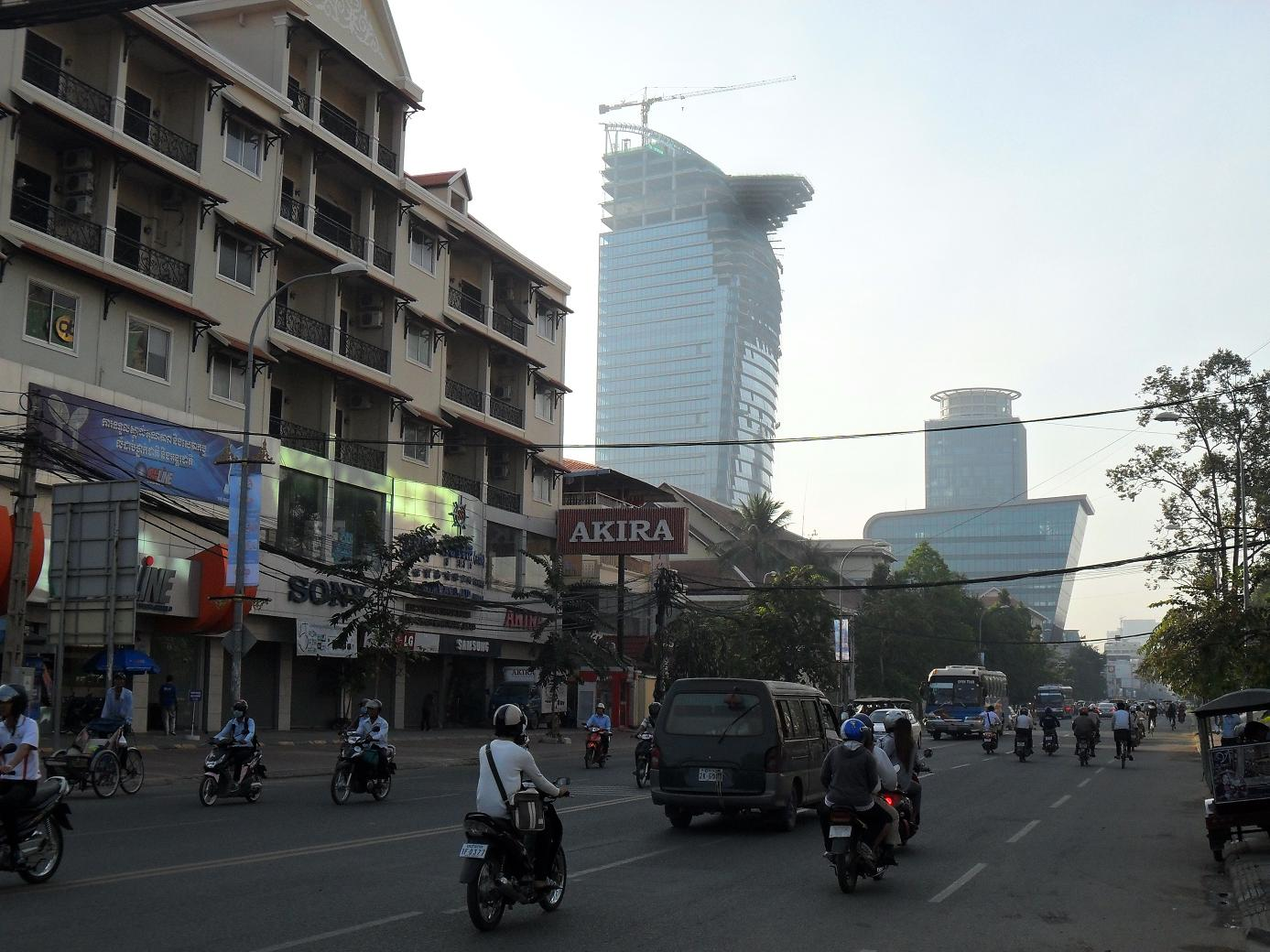
Utcakép a Monivong úton

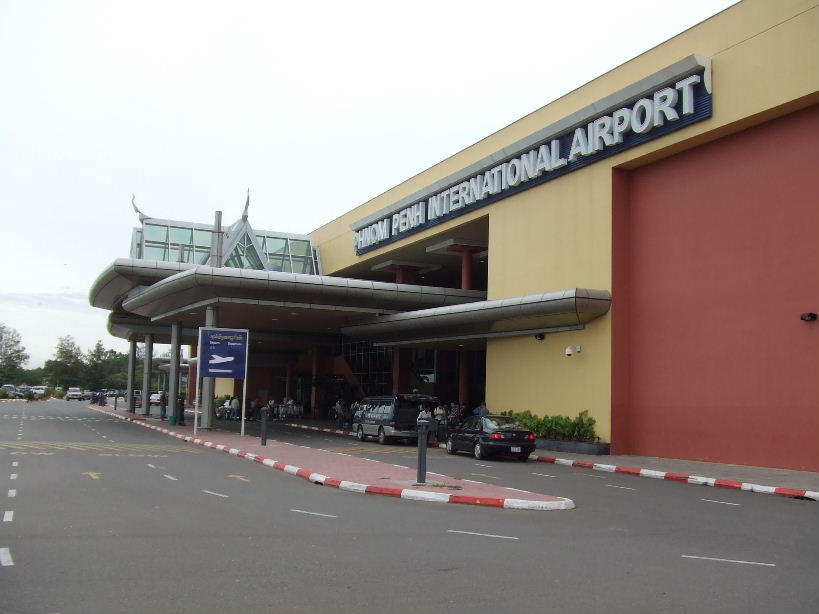
A Pocsetong nemzetközi repülőtér

Itt található az ország legnagyobb repülőtere, a Phnompen nemzetközi repülőtér. Két vasútvonal fut ki a városból, az egyik Kampongszom, a másik Battambang felé. Ezenkívül naponta indulnak buszok Thaiföld és Ho Si Minh-város irányába.

## Testvérvárosok
Phnompen testvérvárosai az alábbiak:
- Sanghaj, Kína (2008)
- Tiencsin, Kína (2008)
- Kunming, Jünnan, Kína (2011)
- Csangsa, Kína (2011)
- Long Beach, Kalifornia, Amerikai Egyesült Államok
- Bristol, Egyesült Királyság
- Savannakhet, Laosz
- Vientián, Laosz (2006)
- Mandalay, Mianmar
- Iloilo, Fülöp-szigetek
- Puszan, Dél-Korea (2008)
- Incshon, Dél-Korea (2009)
- Bangkok, Thaiföld[3]
- Lowell, Massachusetts, Amerikai Egyesült Államok
- Providence, Rhode Island, Amerikai Egyesült Államok
- Cleveland, Tennessee, Amerikai Egyesült Államok
- Ho Si Minh-város, Vietnám (2004)
- Hanoi, Vietnám (2004)
- Cần Tho, Vietnám (2006)
- Lam Dong, Vietnám (2008)